# Godzilla kontra Megalon
Godzilla kontra Megalon (jap. ゴジラ対メガロ Gojira tai Megaro) – japoński film typu kaijū z 1973 roku. Trzynasty film z serii o Godzilli.

## Fabuła
W latach 70. na Wyspach Aleuckich przeprowadzane są testy nuklearne pod ziemią. Niszczycielskie fale wstrząsowe docierają także do Wyspy Potworów.
Tymczasem wynalazca Gorō Ibuki relaksuje się ze swym młodszym bratem Rokku-chanem i ich przyjacielem, Jinkawą nad jeziorem. Wkrótce wstrząsy powodują szczelinę w jeziorze, co powoduje całkowity ubytek wody. Trójka wraca do laboratorium Ibukiego, by odkryć, że zostało zdewastowane. Po chwili atakują ich dwaj mężczyźni. Jinkawa ściga włamywaczy samochodem, ale udaje im się uciec. Po powrocie dowiaduje się z braćmi Ibuki, że nic nie zostało ukradzione. Rokku-chan odnajduje na ziemi dziwny, czerwony pył. Jinkawa daje ów pył do ekspertyzy i odkrywa, że to osad z 30 mil p.p.m. Jedyne inne miejsce, w jakim został znaleziony, to Wyspa Wielkanocna.
Wkrótce Gorō prezentuje Jinkawie swój najnowszy wynalazek – humanoidalnego robota o imieniu Jet Jaguar. Wkrótce pod laboratorium znów docierają ci sami włamywacze, z porwanym uprzednio Rokku-chanem. Zamierzają użyć go jako przynęty, by włamać się tam ponownie. Za pomocą pistoletu gazowego usypiają Gorō i Jinkawę, a jeden z włamywaczy kontaktuje się z podziemną cywilizacją, Seatopią. Okazują się, że są jej agentami.
Seatopianie, rozzłoszczeni z powodu podziemnych testów nuklearnych, które dotykają ich państwo, wzywają swojego boga, Megalona, by zemścił się na Ziemi, nie zważając na trzy miliony lat pokojowego współistnienia. Jeden z agentów więzi Rokku-chana i Gorō w wielkiej, metalowej skrzyni z zamiarem wysłania ich do Seatopii windą w jeziorze Kitayama. Skrzynię przewozi niczego nieświadomy kierowca wywrotki ze swym pomocnikiem.
Drugi seatopski agent przywiązuje Jinkawę do krzesła. Jet Jaguar, ma zostać użyty jako przewodnik Megalona w jego dziele zniszczenia. Agent opowiada mu o historii swojego narodu i jego misji. Jinkawie udaje się oswobodzić z lin, pozbawić agenta przytomności i pognać swoim samochodem w celu uratowania przyjaciół. Ściga go dwójka innych agentów, ale po brawurowym pościgu Jinkawa im ucieka.
Wkrótce na powierzchni ziemi zjawia się Megalon. Kierowcy wywrotki słysząc w radiu o Megalonie chcą wyrzucić skrzynię w pobliskiej tamie, jednak drugi seatopski agent grozi im pistoletem. Kierowcom wywrotki udaje się im go pozbyć, wyrzucając wprost w rozpadlinę, gdzie ginie na miejscu. Chcą wyrzucić metalową skrzynię nad tamą, ale w ostatniej chwili pojawia się tam Megalon. Przybywa także Jinkawa żądający otwarcia kontenera. Przerażeni kierowcy sądząc, że ma złe zamiary, kradną samochód Jinkawy i odjeżdżają. Skrzynia spada wprost do tamy, ale Megalon odrzuca ją odnóżem daleko w krzaki. Goro i Rokku-chan po upadku są na szczęście cali i zdrowi. Widzą Megalona podążającego za lecącym Jet Jaguarem. Jednak Gorō ma przy sobie miniaturowe urządzenie kontrolne, zrobione na wypadek awarii głównej jednostki w komputerze. Rokku-chan proponuje użyć Jet Jaguara, by ten wezwał do pomocy Godzillę.
Gorō kontaktuje się z Japońskimi Siłami Samoobrony o swym planie i zostaje przewieziony wojskowym helikopterem. Wynalazca kontaktuje się z Jet Jaguarem i za jego poleceniem robot leci na Wyspę Potworów i za pomocą języka migowego prosi Godzillę o pomoc, który niezwłocznie wskakuje do morza. Cesarz Seatopii dowiedziawszy, że nie ma kontroli nad Jet Jaguarem nakazuje poproszenie kosmitów z Nebula M o użycie Gigana. Jinkawa i Rokku-chan w międzyczasie zastawiają pułapkę na rezydującego w laboratorium seatopskiego agenta i ogłuszają go. Gdy po chwili ucieka zostaje śmiertelnie przygnieciony głazem zrzuconym przez Megalona.
Do cesarza Seatopii dociera wiadomość od kosmitów z Nebula M. Informują, że wysłali Gigana w kierunku Ziemi. Tymczasem Jet Jaguar powraca do laboratorium. Gorō odkrywa, że robot już nie słucha jego rozkazów. Taka możliwość została mu wbudowana na wypadek szczególnych sytuacji. Jet Jaguar działa teraz samodzielnie i odnajduje Megalona. Tam niespodziewanie powiększa się do gigantycznych rozmiarów, odpowiadających jego przeciwnikowi. Wkrótce bracia Ibuki i Jinkawa docierają na miejsce pojedynku. Zaskoczony Gorō sugeruje, że Jet Jaguar zdecydował się na zwiększenie rozmiaru do momentu przybycia Godzilli. Górę w walce bierze Jet Jaguar, aż do czasu nadejścia Gigana. Jet Jaguar nie radzi sobie z dwoma potworami i zbiera straszliwe cięgi. Gdy Megalon ma zadać mu ostateczny cios nagle pojawia się Godzilla. Po długiej bitwie pokonani Megalon i Gigan uciekają do swych domostw, a Seatopianie rezygnują ze swych planów. Jet Jaguar i Godzilla dziękują sobie nawzajem i obaj wracają do siebie – Godzilla na Wyspę Potworów, a Jet Jaguar w swym dawnym wzroście do swoich stwórców.

## Obsada
- Katsuhiko Sasaki – Gorō Ibuki
- Hiroyuki Kawase – Rokurō „Rokku-chan” Ibuki
- Yutaka Hayashi – Hiroshi Jinkawa
- Robert Dunham –
  - cesarz Seatopii,
  - seatopski agent na motocyklu
- Gorō Naya – cesarz Seatopii (głos)
- Kōtarō Tomita – seatopski agent #1
- Wolf Ōtsuki – seatopski agent #2
- Gentaro Nakajima – kierowca ciężarówki
- Sakyo Mikami – pomocnik kierowcy ciężarówki
- Kanta Mori – dowódca wojsk
- Rolf Jessup – seatopski technik
- Eisuke Nakanishi – Narrator (głos)
- Tsugitoshi Komada – Jet Jaguar
- Masachika Mori – Jet Jaguar
- Hideto Date – Megalon
- Shinij Takagi – Godzilla
- Kenpachirō Satsuma – Gigan

## Jet Jaguar
Jet Jaguar (jap. ジェットジャガー Jetto Jagā) – fikcyjny olbrzymi robot (mecha), występujący w japońskich produkcjach fantastycznonaukowych wytwórni Tōhō. zaawansowany technologicznie kolorowy robot zbudowany przez wynalazcę Gorō Ibukiego. Jego zadaniem była ochrona innych i przyjaźń z ludźmi. Został skradziony przez agentów Seatopii, podziemnej cywilizacji chcącej zemścić się na ludziach za testy nuklearne. Jet Jaguar miał służyć za przewodnik ich boga, Megalona, by poprowadził ku Tokio celem jego zniszczenia.
Ostatecznie Goro uwolnił się z niewoli seatopskich agentów i za pomocą miniaturowego urządzenia kontrolnego uwalnia Jet Jaguara z kontroli Seatopians. Na sugestię swego młodszego brata, Rokku-chana Jet Jaguar został wysłany na Wyspę Potworów, by wezwał na pomoc Godzillę w walce z MegaIonem.
W międzyczasie Jet Jaguar zaczął myśleć samodzielnie ku zaskoczeniu braci Ibuki i ich przyjaciela Jinkawy i postanowił stoczyć walkę z Megalonem. Tam niespodziewanie powiększył się do gigantycznych rozmiarów, odpowiadających jego przeciwnikowi. Gorō jest zdania, że zdecydował się na zwiększenie rozmiaru, póki nie przybędzie Godzilla. Jet Jaguar daje sobie radę z Megalonem, dopóki nie przybywa użyczony przez kosmitów z Nebula M Gigan, gdzie oba potwory bezlitośnie biją Jet Jaguara. Gdy Megalon miał zadać ostateczny cios Jet Jaguarowi w porę przybył Godzilla. Wraz z potworem stoczył już wyrównaną walkę z Megalonem i Giganem. Jet Jaguar ocalił Godzillę przed wyplutą przez Megalona eksplodującą kulę, którą odrzucił w stronę wroga, dzięki czemu z łatwością go pobił. Po ataku Megalona i Gigana, Jet Jaguar rozpoczął walkę z Giganem, którą łatwo przegrał. Gdy Godzilla szedł pomóc Jet Jaguarowi, Megalon rozpoczął serię ataku eksplodujących kul tworząc ognisty krąg. Jet Jaguar unosząc się wyzwolił siebie i Godzillę z kręgu. Gdy Gigan zaczął uciekać powstrzymał go Jet Jaguar zrzucając go na ziemię. Tam Jet Jaguar złamał ramię Giganowi i po jego przegonieniu pomógł Godzilli w finałowym pokonaniu Megalona. Po walce Jet Jaguar podał z Godzillą sobie ręce i wrócił do dawnego rozmiaru, by znowu służyć braciom Ibuki i Jinkawie. Jinkawa zastanawia się, czemu robot stał się posłuszny, na co Gorō stwierdza, że jego wolna wola zniknęła wobec zakończonego obowiązku walki z Seatopią i wróci, gdy ponownie trzeba stanąć do walki o ludzkość.
Jet Jaguar pojawił się później w serialu telewizyjnym Godzilla Island jako maszyna stworzona i służąca G-Guard monitorującej Wyspę Godzilli. W przeciwieństwie do filmu był całkowicie pilotowany przez ludzi i nie miał własnej woli. W tej wersji pojawił się jako trzy roboty. Główny Jet Jaguar zamiast swych tęczowych kolorów był całkowicie srebrny i był maszyną bitewną walczącą u boku Mechagodzilli i Moguery. Drugi robot – Jet Jaguar Medyk (jap. メディカルジェットジャガー Medikaru Jetto Jyagā) był całkowicie biały nie licząc krzyża medycznego na klatce piersiowej i leczył ranne potwory. Była to ulubiona maszyna Misato Jinguji, podczas jej pobytu na Wyspie Godzilli. Trzeci zaś – Jet Jaguar Strażak (jap. 消防ジェットジャガー Shōbō Jetto Jagā) był całkowicie czerwony i nosił ze sobą matoi. Jego zadaniem było gaszenie pożarów spowodowanych przez walki potworów.
Jet Jaguar pojawił się w anime Godzilla: Singular Point z 2021 roku, gdzie w tej wersji przypomina prymitywnego mecha. Pierwotnie był maskotką Otaki Factory firmy z Chiba zajmującej się robotyką. Jet Jaguar w rzeczywistości okazał się robotem JJSX Type 1 stworzonym przez ekscentrycznego wynalazcę i właściciela Otaki Factory, Gorō Ōtakiego jako pierwsza linia obrony przed nadprzyrodzonymi i pozaziemskimi zagrożeniami. Podczas festynu prototyp sterowany przez Ōtakiego stoczył walkę jednym z Rodanów. Po potyczce Yun Arikawa i Haberu z pomocą Satomi ulepszyli Jet Jaguara m.in. wprowadzając system AI Naratake. Jet Jaguar w wersji samochodowej został użyty w polowaniu na Anguirusa i go zabija, jednak ponosi zniszczenia. Wkrótce zostaje udoskonalony i po zainstalowaniu Yunga, oprogramowania stworzonego przez Yuna jest zdolny za jego pośrednictwem mówić. Goro Ōtaki wraz z Jet Jaguarem udaje się do Tokio, by walczyć z Godzillą. Jednak system Yung nieustannie się restartuje i uaktualnia. Jednak jest on na poziomie uczącego się dziecka. Wraz z Yunem. W wyniku utworzeniu kodu przez Pelops II w Uppali Jet Jaguar osiąga rozmiar Godzilli i toczy z nim bitwę. W jej wyniku potwór zostaje powstrzymany, jednak robot uległ zniszczeniu.

## Produkcja

### Preprodukcja
W 1971 roku sieć supermarketów Seiyu ogłosiła kierowany dla dzieci konkurs, sponsorowany przez Tōhō i Tsuburaya Productions. Polegał na tym, by dzieci wysłały projekty potworów do programu telewizyjnego Katsura Kokinji’s Afternoon Show, a zwycięski projekt posłuży jako baza do następnego filmu z Godzillą. Zwycięzcą był chłopiec Masaaki Sano z rysunkiem potwora imieniem Red Alone (jap. レッド·アローン Reddo Arōn). Kostium Red Alone’a został stworzony do eventów i programów telewizyjnych sponsorowanych przez Seiyu, jednak Sano był rozczarowany, że jego oryginalnie biały potwór stał się czerwono-żółto-niebieski.
Podczas tworzenia scenariusza do następnego filmu z Godzillą, na bazie popularności seriali telewizyjnych tokusatsu pokroju Kamen Rider i Kikaider, Tōhō zleciło kierownikowi efektów specjalnych filmów z Godzillą, Teruyoshiemu Nakano przerobienie Red Alone’a na robota w stylu Ultramana. Nakano był temu niechętny temu, ponieważ był zdania, że jest za dużo postaci inspirowanych Ultramanem. Red Alone jako Jet Jaguar został uwzględniony w scenariuszu do następnego filmu z Godzillą, gdzie wrogiem miał być Megalon z odrzuconego Gojira tai Uchū Kaijū: Chikyū Bōei Meirei (jap. ゴジラ対宇宙怪獣　地球防衛命令; pol. Godzilla kontra Kosmiczne potwory: Dyrektywa obrony Ziemi).
Istnieje plotka o tym, jakoby początkowo w filmie mieli wystąpić jedynie Jet Jaguar i Megalon, ale w trakcie produkcji uznano, że Godzilla przyciągnie więcej widzów. Wynikła ona z błędów w tłumaczeniu japońskich materiałów, zaś sam film od początku był planowany jako kolejny z serii.
Megalon w wersji Gojira tai Uchū Kaijū: Chikyū Bōei Meirei był opisywany jako poruszający się szybko stwór wydzielający gazowy smog z ciała i miał mieć oczy na końcach jego anten. Megalon dla Godzilla kontra Megalon otrzymał wygląd na bazie niewykorzystanego pomysłu na Gabarę z Rewanżu Godzilli jako insekta. Jego wygląd oparto głównie na japońskim rohatyńcu dwurożnym, zbieranym namiętne przez japońskie dzieci.
Nowy wygląd Jet Jaguara został pomyślany przez Nakano jako najbardziej odpychający i nieatrakcyjny. Z pierwotnego wyglądu Red Alone’a ostały się pióropodobne anteny i tors. Szkice Megalona i Jet Jaguara były przypisane ilustratorowi Akihiko Iguchiemu, jednak ten zaprzeczał jakiegokolwiek udziału w Godzilla kontra Megalon, pozostawiając prawdziwą tożsamość twórcy bądź twórców szkiców jako tajemnicę.
Odkąd filmy z Godzillą stały się nieodłączną częścią bloku kinowego dla dzieci Toho Champion Festival, budżet musiał być niski, a scenariusz miał mieć ograniczenia. Z powodu braku czasu były trudności nad obniżeniem kosztów, a także zdecydowano się na ograniczenie obsady.
Reżyserem ponownie został Jun Fukuda. Shinichi Sekizawa miał napisać scenariusz, jednak był bardziej zajęty pisaniem tekstów piosenek i zarzucił jedynie pomysł na podwodne potwory zostają wysłane z zemsty na testy nuklearne. Przeszliśmy w fazę produkcji bez jakichkolwiek przygotowań. Nie było czasu, by pan Sekizawa napisał scenariusz, więc pan Sekizawa dał ogólny zarys i reżyser Jun Fukuda napisał scenopis – wspominał Teruyoshi Nakano.

### Casting
W rolę Gorō Ibukiego wcielił się syn Minoru Chiakiego, Katsuhiko Sasaki mający wyłączny kontrakt z Tōhō, w związku z ograniczonymi kosztami i celowaniem młodszych aktorów. Na prośbę Tomoyukiego Tanaki perkusista z zespołu Village Singers Yutaka Hayashi przyjął rolę Jinkawy. W rolę Rokku-chana wcielił znany z roli Kena w Godzilla kontra Hedora Hiroyuki Kawase.
Rolę cesarza Seatopii otrzymał za pośrednictwem Osmana Yusufa amerykański aktor Robert Dunham, który grywał już w filmach Tōhō z racji stałego pobytu w Japonii i biegłej znajomości języka japońskiego. Dunham oprócz tego grał seatopskiego agenta na motocyklu w scenie pościgu i wykonał wszystkie sztuczki kaskaderskie, nie zagrał jedynie ostatniej sceny, gdzie agent-motocyklista zostaje oblany farbą. Dunham, mimo że znał język japoński, został zdubbingowany przez Goro Nayę.
Innym cudzoziemcem zatrudnionym do filmu był niemiecki aktor Rolf Jessup wcielający się w rolę technika, który w Seatopii pośredniczył w rozmowach z kosmitami z Nebula M.
Rolę seatopskich agentów zagrali japoński aktor szwedzkiego pochodzenia Wolf Ōtsuki oraz japoński statysta Kōtarō Tomita.
Fukuda chciał umieścić pościg samochodowy. Związane z nim sztuczki kaskaderskie wykonała grupa Team Zamba przy wsparciu ekipy od efektów specjalnych.
Jest to pierwszy film, gdzie Godzilli nie grał Haruo Nakajima. W rolę potwora wcielił się Shinji Takagi. Kenpachirō Satsuma powtórzył rolę Gigana. Z kolei Megalona zagrał Hideto Date, a Jet Jaguara Tsugitoshi Komada i Masachika Mori.

### Zdjęcia
Mimo że akcja działa się w okresie letnim, zdjęcia kręcono podczas zimy. Było to udręką dla Katsuhiko Sasakiego, który miał problemy z wymawianiem kwestii i szczególnie dla Hiroyukiego Kawase noszącemu krótkie szorty i będącemu bliskiemu płaczu. Jun Fukuda kazał Sasakiemu i Hayashiemu pić whisky dla rozgrzania. Sasaki wspominał, że Fukuda był dosyć agresywnym reżyserem, jednak jemu pozwalał na swobodę artystyczną. Z kolei Hayashi wspominał, że Fukuda był dość życzliwy. Wedle swych wspomnień Wolf Ōtsuki grał na polecenie Fukudy wszystkie sztuczki kaskaderskie ze swym udziałem. Sam okres kręcenia według Teruyoshiego Nakano trwał wyjątkowo krótko, około trzech tygodni. Cały okres produkcji trwał ledwie pół roku.

### Efekty specjalne
Z powodu niskiego budżetu ekipa od efektów specjalnych nie miała pieniędzy na nie i była zmuszona umieścić walki potworów na pustkowiu. Był to kolejny film z Godzillą, gdzie wykorzystano na dużą skalę fragmenty poprzednich filmów Tōhō, tj. The Mysterians, Godzilla kontra Mothra, Ghidorah – Trójgłowy potwór, Inwazja potworów, Pojedynek potworów, Ebirah – potwór z głębin, Zniszczyć wszystkie potwory, Godzilla kontra Hedora i Godzilla kontra Gigan. Niemal wszystkie sceny zniszczeń i z udziałem wojsk wykorzystano z poprzednich filmów. Jedyną nową sceną destrukcji było zniszczenie tamy Ogōchi przez Megalona, określane przez Teruyoshiego Nakano jako „jedyny punkt luksusu przy ograniczonym budżecie”.
Kostium Godzilli do tego filmu został wykonany w tydzień, czyniąc go najszybciej zrobionym kostiumem Godzilli w historii. Nakano podjął decyzję na bardziej komiczny charakter Godzilli, jako że film miał mieć premierę na Toho Champion Festival. Stworzono także nowy kostium Gigana, który nie różnił się poza pewnymi szczegółami od poprzedniego. Kostiumy Jet Jaguara i Megalona stworzyli segmentowo wymodelowany przez Nobuyukiego Yasumaru i Tomokiego Kobayashiego. Kostium Jet Jaguara został zbudowany z materiału piankowego, który został następnie pokryty arkuszami piankowej gumy i był podobno bardzo łatwopalny, więc załoga musiała zachować szczególną ostrożność podczas filmowania scen z wykorzystywaniem pirotechnikę. Głowa Jet Jaguara została stworzona przy użyciu głównie FRP, a oczy wykonano z materiałów z tylnych świateł samochodowych pozyskanych od pobliskiego salonu samochodowego. Głowa została utworzona z dwóch połówek, które zostaną połączone za pomocą śrub, uniemożliwiając aktorowi zdejmowanie maski samodzielnie. W głowicy zainstalowano również silnik sterujący mechanizmem rozciągania anten Jet Jaguara. Kostium został pomalowany przez Takashiego Naganumę w barwach Red Alone’a.
Kostium Megalona z powodu zastosowanych materiałów okazał się najcięższym kostiumem potwora od czasów Godzilli i sceny wykonywania skoków w powietrzu były niezwykle trudne dla speców od efektów specjalnych, a Nakano podobno był tak sfrustrowany podczas kręcenia, że sceny zostały prawie całkowicie wycięte. Ostatecznie skoki były symulowane przez wielu członków ekipy, którzy stali w krokwiach studyjnych wielokrotnie podnosząc Date w kostiumie w górę i w dół. Dodatkowe trudności sprawiała słaba słyszalność w kostiumie, przez co trzeba było oznajmiać Date gwizdkiem rozpoczęcie akcji.
Wykonano także do scen lotu 30-centymetrowe modele Megalona i Jet Jaguara. W przypadku ujęć z bliska startującego w powietrze Jet Jaguara grający go aktorzy stali na drewnianych deskach i byli podnoszeni w powietrzu przez wielu członków ekipy filmowej.

### Postprodukcja
Tōhō zleciło na rynek międzynarodowy anglojęzyczną wersję Godzilli kontra Megalona wykonaną przez studio Axis International z Hongkongu. W wersji tej nie została jedynie zdubbingowana piosenka poświęcona Jet Jaguarowi.

## Odbiór

### Premiera
Godzilla kontra Megalon miał premierę 17 marca 1973 roku w ramach bloku kinowego dla dzieci Toho Champion Festival.
W Stanach Zjednoczonych premiera odbyła się 9 maja 1976 roku i był silnie promowany, m.in. plakatem, na którym Megalon i Godzilla walczą ze sobą na szczycie World Trade Center. Dystrybuujące go Cinema Shares, liczyło tym samym na zbicie popularności na szeroko reklamowanym remake’u Kinga Konga mającym premierę w tym samym roku. Podczas premiery wydano także krótki czterostronicowy komiks pobieżnie streszczający fabułę filmu.
W Polsce wyszedł w 1992 roku na VHS wydanym przez Vision.

### Wyniki finansowe
W Japonii film zarobił 220 mln jenów sprzedano 980 tys. biletów, będąc tym samym pierwszym filmem z Godzillą, którego sprzedaż biletów nie przekroczyła miliona. Jest to drugi najmniej dochodowy film z serii.
O ile w Japonii okazał się klapą finansową, tak w Stanach Zjednoczonych okazał się sukcesem zarabiając około 20 mln dolarów.

### Krytyka
Film jest uznany za jeden z najgorszych filmów z Godzillą. Wiele fanów krytykowało film za fatalne efekty specjalne bądź zastępowanie ich materiałami z poprzednich filmów, słabe aktorstwo, irytującą postać Rokku-chana, kuriozalny wygląd cesarza Seatopii i niedorzeczną fabułę. Za przykład jakości filmu wymieniana jest scena, gdy Godzilla jeżdżąc na ogonie dokonuje kopniaka Megalona ostatecznie go pokonując. Scena ta jest wymieniana jako jedna z najbardziej kuriozalnych rzeczy w historii Godzilli.
Amerykańscy fani Godzilli szczególnie nienawidzą filmu za przyczynienie się do fatalnej reputacji serii i jej późniejszym odbiorze w Ameryce Północnej. Był bowiem jednym z najbardziej rozpowszechnionych filmów z Godzillą w Stanach Zjednoczonych. W 1977 roku miał premierę w NBC, gdzie podczas przerw reklamowych pojawiał się komik John Belushi jako prowadzący, występując w kostiumie Godzilli z Hollywood Boulevard. Był tym samym pierwszym filmem z Godzillą puszczanym w paśmie prime time w amerykańskiej ogólnodostępnej telewizji. Wielokrotnie pojawiał na amerykańskich kasetach VHS z powodu błędnego przekonania o byciu filmu w domenie publicznej. Był drugim obok Ebirah – potwór z głębin wyświetlanym filmem z serii w ramach programu telewizyjnego Mystery Science Theater 3000, wyśmiewającego słabe produkcje filmowe.
Jednocześnie Vincent Canby z „The New York Times”, który dekadę wcześniej dał negatywną recenzję Ghidorze – Trójgłowemu potworowi, tak Godzilli kontra Megalonowi dał pozytywną recenzję zwracając uwagę, że Godzilla ze „smoka stał się św. Jerzym…” i doceniając humor i pomysłowość. Także historyk specjalizujący się w kinie kaijū, David Kalat uważał film za rozrywkowy m.in. z powodu swej niedorzeczności i pod tym kątem ocenił go pozytywnie. Yutaka Hayashi wspominał dobrze pracę na planie i po latach zakupił płytę DVD z myślą o swej wnuczce. Jun Fukuda nie ukrywający swej niechęci do reżyserowanych przez siebie filmów z Godzillą, najbardziej nienawidził Godzilli kontra Gigana i Godzilli kontra Megalona, i w wywiadzie dla BBC wyrażał zdziwienie, że ktoś może je lubić. Doceniał jednak fakt popularności Godzilli wśród dzieci.
Megalon i Jet Jaguar nigdy nie pojawili się w późniejszych filmach z Godzillą. O ile Megalon jest uważany za śmiesznego potwora w Japonii, tak zachodni fani polubili potwora, o czym świadczy ilość jego występów w mediach związanych z Godzillą. Także Jet Jaguar spotkał się pozytywnym odbiorem fanów.

## Odniesienia w kulturze popularnej
- W filmie Piątek, trzynastego III Debbie czyta w magazynie Fangoria artykuł nt. 25-lecia Godzilli, zilustrowany amerykańskim plakatem Godzilla kontra Megalon[40]. Mimo że czyta numer z 1981 roku, wnętrze pochodzi z numeru z 1979 roku[41].
- Ślizg Godzilli na ogonie pojawia w czołówce sezonów 3-5 Mystery Science Theater 3000[42]. W odcinku pt. Warrior of the Lost World Joel otrzymuje w liście od fana zdjęcie tortu z podobizną tego fragmentu[43].
- Jednymi z pseudonimów amerykańskiego artysty hip-hopowego MF Grimma są Jet Jaguar i Superstar Jet Jaguar[44].
- Amerykański raper Tommy Gunn będąc członkiem grupy hip hopowej Monsta Island Czars nosił pseudonim Megalon[45]. Pod tym pseudonimem wydał też album pt. A Penny For Your Thoughts z 2004 roku[46].
- Jet Alone z Neon Genesis Evangelion wykorzystał imię od Jet Jaguara i jego prototypu Red Alone’a[8].
- W odcinku Code Geass: Lelouch of the Rebellion pt. Kōjo to Majo (jap. 皇女と魔女) pojawiają postacie podobne do Godzilli i Jet Jaguara[47].
- W odcinku Transformers: Robots in Disguise pt. The Champ Grimlock pokonuje Groundpoundera w ten sam sposób co Godzilla Megalona[48].
- W odcinku Świrów pt. Earth, Wind and... Wait for It Shawn prezentuje trampki o nazwie Jet Jaguar[49].
- W odcinku Maski pt. Broadway Malady Maska w postaci godzillopodobnego potwora wykonuje ślizg na ogonie by pokonać Sir Andrew Wymoczka za sterami mechanicznej małpy[50].
- W segmencie Don’t Shoot, It’s Only a Wallet z programu The Awful Truth wykorzystano klip z filmu jako komediowa metafora relacji rasowych[51].
- W książce Player One Jet Jaguar pojawia się wraz z innymi japońskimi wielkimi robotami do wyboru w planszy tematycznej Black Tiger[52].
- Jet Jaguar wystąpił w grze komputerowej Batoru Sakkā: Fīrudo no Hasha[53].
- Osoba w kostiumie Megalona pojawiła się w Urusei Yatsura 2: Beautiful Dreamer w sekwencji gorączkowych przygotowań w liceum w Tomobiki-cho do festiwalu[54].